# Timmermans Fruitbier
Timmermans Fruitbier is een verzamelnaam voor een aantal Belgische lambiek, geuze- en faro-bieren. De bieren worden gebrouwen door Brouwerij Timmermans (sinds 1993 eigendom van brouwerij John Martin) te Itterbeek.

## Achtergrond
Brouwerij Timmermans brouwt reeds meer dan 300 jaar lambiek. Echte lambiek wordt slechts gebrouwen in een cirkel van 15 km rond Brussel. De brouwerij is een van de tien leden van de Hoge raad voor ambachtelijke lambikbieren (Hora).
Alle fruitbieren van Brouwerij Timmermans vallen onder een door de Europese Unie beschermd label of Gegarandeerde traditionele specialiteit (GTS). Het zijn allemaal fruit-lambieks: de frambozenlambiek is expliciet beschermd, evenals “vruchtenlambieks” in het algemeen.

## Bieren
- Timmermans Framboise Lambic is een fruitbier met een alcoholpercentage van 4%. Bij lambiek worden natuurlijke framboosaroma’s gevoegd, waarna het bier verder rijpt in houten vaten.
- Timmermans Pêche Lambic is een fruitbier met een alcoholpercentage van 4%. Voor dit bier worden bij lambiek natuurlijke perzikaroma’s gevoegd, waarna het verder rijpt in houten vaten.
- Timmermans Strawberry Lambic is een fruitbier met een alcoholpercentage van 4%. Dit bier werd gelanceerd in 2009.[6]